# Claudio Gioè
Claudio Gioè (n. 27 ianuarie 1975, Palermo, Sicilia) este un actor italian de film, teatru și televiziune.
Gioè interpretează rolul unui tânăr preot cu puteri psihice din miniserialul transmis de Canale 5 Il tredicesimo apostolo care a rulat în premieră în ianuarie-februarie 2012.

## Filmografie

### Film
- The protagonists (1999)
- I cento passi (2000)
- Mundo civilizado (2003)
- Passato prossimo (2003)
- La meglio gioventù (2003)
- Stai con me (2004)
- ...e se domani (2005)
- Piano, solo (2007)
- La straniera (2009)
- La matassa, (2009)
- Henry (2010)
- Boris - Il film (2010)

### Televiziune
- Il Capo dei Capi (2007)
- Squadra antimafia - Palermo oggi (2009-2010)
- Alesul destinului (2012-2014)
- The Mafia Kills Only in Summer (2016)[1]